# Hypochaeris achyrophorus
Hypochaeris achyrophorus ist eine Pflanzenart aus der Gattung Hypochaeris in der Familie der Korbblütler (Asteraceae).

## Merkmale
Hypochaeris achyrophorus ist ein einjähriger Schaft-Therophyt, der Wuchshöhen von 5 bis 35, selten bis 60 Zentimeter erreicht. Der Stängel ist rauhaarig und beblättert. Die Hülle ist 6 bis 13 Millimeter groß. Sie besteht aus einer Reihe von gleich langen und dicht abstehend behaarten Hüllblättern sowie kurzen Außenhüllblättern am Grund. Die äußere Haarreihe des Pappus ist 0,5 bis 1 Millimeter groß, die äußere dagegen 4 bis 8 Millimeter, federig und leicht verbreitert am Grund. Die Frucht ist geschnäbelt und 4,5 bis 6,5 Millimeter groß.
Die Blütezeit reicht von Mai bis Juli.
Die Chromosomenzahl beträgt 2n = 12.

## Vorkommen
Hypochaeris achyrophorus kommt im Mittelmeerraum vor. Man findet die Art ursprünglich in Marokko, Algerien, Tunesien, Libyen, Spanien, auf den Balearen, Frankreich, Monako, Italien, Korsika, Sardinien, Sizilien, Malta, Kroatien, Albanien, Griechenland, Kreta, in der Ägäis, in der europäischen und asiatischen Türkei, Syrien, Zypern, Libanon und in Israel. Auf den Kanaren ist die Ursprünglichkeit zweifelhaft.
Die Art wächst auf Brachland, Sandäckern, trockener Phrygana und Ruderalstellen. Auf Kreta ist sie in Höhenlagen von 0 bis 1150, selten bis 1500 Meter anzutreffen.

## Taxonomie
Synonyme für Hypochaeris achyrophorus L. sind Hypochaeris aethnensis Ball, nom. illeg., Seriola aethnensis L., nom. illeg. und Hypochaeris aethnensis subsp. foliosa Arcang.

## Belege
1. 1 2 3 4  Ralf Jahn, Peter Schönfelder: Exkursionsflora für Kreta. Mit Beiträgen von Alfred Mayer und Martin Scheuerer. Eugen Ulmer, Stuttgart (Hohenheim) 1995, ISBN 3-8001-3478-0, S. 333.
2. ↑   Tropicos.
3. 1 2 3  Werner Greuter (2006+): Compositae (pro parte majore). – In: W. Greuter & E. von Raab-Straube (Hrsg.): Compositae. Euro+Med Plantbase - the information resource for Euro-Mediterranean plant diversity. Datenblatt Hypochaeris achyrophorus In: Euro+Med Plantbase - the information resource for Euro-Mediterranean plant diversity.